# Bouquet
Bouquet – miejscowość i gmina we Francji, w regionie Oksytania, w departamencie Gard.
Według danych na rok 1990 gminę zamieszkiwały 103 osoby, a gęstość zaludnienia wynosiła 3 osoby/km² (wśród 1545 gmin Langwedocji-Roussillon Bouquet plasuje się na 799. miejscu pod względem liczby ludności, natomiast pod względem powierzchni na miejscu 139.).